# Линдар
Линдар (итал. Lindaro) је насељено место у Републици Хрватској у Истарској жупанији. Административно је у саставу града Пазина.

## Географија
Линдар се налази 3 км југоисточно од Пазина на надмоској висини од 456 метара, на узвишењу над долином реке Пазинчице.

## Историја
Трагови насеља на овом подручју налазе се од праисторије, а у средњем веку постало је средиштем феудалног имања аквилејскога патријарха, затим делом Пазинске кнежије. Линдар је био одбрамбено утврђење на североисточном прилазу пазинској котлини, а у више је наврата страдао у ратовима с Млечанима (1508, 1511. и 1615. год.). У подножју Линдара аустријски капетан Ј. Лазарић сукобио се 1813. са француском војском, након чега је добио почасну баронску титулу »од Линдара«.

## Становништво
На попису становништва 2011. године, Линдар је имао 402 становника.
Становници се баве пољопривредом, или су запослени у оближњем Пазину. Према попису становништва из 2001. године у насељу Линдар је живело је 408 становника који су живели у 106 породичних и 24 самачка домаћинстава.
Кретање броја становника по пописима 1857—2001.
| година пописа  | 1857. | 1869. | 1880. | 1890. | 1900. | 1910. | 1921. | 1931. | 1948. | 1953. | 1961. | 1971. | 1981. | 1991. | 2001. |
| бр. становника | 1095  | 1132  | 673   | 634   | 659   | 647   | 1169  | 1192  | 569   | 549   | 450   | 366   | 319   | 369   | 408   |

Напомена:У 1857, 1869, 1921. и 1931. садржи податке за насеље Базгаљи, општина Грачишће, као и део података у 1880. и 1890. У 1857, 1869, 1921. и 1931. такође садржи део података за насеље Забрежани.

## Попис1991.
На попису становништва 1991. године, насељено место Линдар је имало 369 становника, следећег националног састава:
| Попис 1991.‍  | Попис 1991.‍  | Попис 1991.‍ | Попис 1991.‍ | Попис 1991.‍ |
| ------------ | ------------ | ----------- | ----------- | ----------- |
|              |              |             |             |             |
| Хрвати       | Хрвати       |             | 281         | 76,15%      |
| Италијани    | Италијани    |             | 5           | 1,35%       |
| Румуни       | Румуни       |             | 2           | 0,54%       |
| Југословени  | Југословени  |             | 1           | 0,27%       |
| неопредељени | неопредељени |             | 8           | 2,16%       |
| регион. опр. | регион. опр. |             | 68          | 18,42%      |
| непознато    | непознато    |             | 4           | 1,08%       |
| укупно: 369  |              |             |             |             |